# Paul Krugman
Paul Robin Krugman (Albany, New York, 28. veljače 1953.) - američki je ekonomist koji je profesor ekonomije na Sveučilištu u New Yorku (CUNY), te novinar „The New York Timesa” 
Krugman je 2008. godine dobio Nobelovu nagradu za ekonomiju za svoj doprinos novoj teoriji trgovine i novoj ekonomskoj geografiji. Povjerenstvo za dodjelu nagrada citiralo je Krugmanov rad na objašnjavanju obrazaca međunarodne trgovine i geografske distribucije ekonomske aktivnosti ispitivanjem učinaka veličine gospodarstva i preferencija potrošača za različite proizvode i usluge.
Krugman je prethodno bio profesor ekonomije na MIT-u, a zatim na Sveučilištu Princeton. Umirovljen je s Princetona u lipnju 2015., a nosi titulu profesora emeritusa tog sveučilišta. Također ima stotu profesorsku titulu na „London School of Economics”. Krugman je 2010. bio predsjednik „Istočne ekonomske asocijacije” i jedan je od najutjecajnijih svjetskih ekonomista. Poznat je u akademskim krugovima po svom radu u područjima međunarodne ekonomije (uključujući: teoriju trgovine i međunarodne financije), ekonomske geografije, zamki likvidnosti i valutnih kriza.
Autor je ili urednik 27 knjiga, uključujući znanstvene radove, udžbenike i knjige za široku publiku. Objavio je više od 200 znanstvenih članaka u stručnim časopisima i zbornicima. Također je napisao nekoliko stotina kolumni o ekonomskim i političkim pitanjima za „The New York Times”, „Fortune” i „Slate”. Istraživanje profesora ekonomije iz 2011. proglasilo ga je njihovim omiljenim živućim ekonomistom mlađim od 60 godina. Kao komentator, Krugman je pisao o širokom rasponu ekonomskih pitanja uključujući: raspodjelu dohotka, oporezivanje, makroekonomiju i međunarodnu ekonomiju. Krugman sebe smatra modernim liberalom kada govori o svojim knjigama, blogu u „New York Timesu” i svojoj knjizi „The Liberal Consciousness” iz 2007.  Njegovi popularni novinski članci privukli su široku pozornost i komentare, pozitivne i negativne.